# Stecchericium acanthophysium
Stecchericium acanthophysium är en svampart som beskrevs av T. Hatt. & Ryvarden 1995. Stecchericium acanthophysium ingår i släktet Stecchericium och familjen Bondarzewiaceae.   Inga underarter finns listade i Catalogue of Life.